# Строгая игра
«Строгая игра» — советская кинокомедия 1963 года режиссёра Григория Липшица, снятая на Киевской киностудии им. А. П. Довженко.
Премьера состоялась 19 мая 1964 года. Фильм посмотрели 13,3 млн зрителей.

## Сюжет
Футболист Алексей Задорожный — давний любимец публики. В тридцать четыре года он уходит из спорта. Желая забыть о том времени, когда он был кумиром болельщиков, Алексей работает над дипломным проектом в архитектурном институте. Но его любовь к спорту заставляет Алексея становиться наставником юношеских команд.

## Роли исполняют
- Виктор Авдюшко — Алексей Задорожный
- Николай Бурляев — Андрейка
- Любовь Кутузова — Валя Коваленко
- Пётр Михневич — отец Задорожного
- Михаил Покотило — редактор газеты
- Владимир Балашов — Комаровский
- Владимир Шурупов — тренер
- Юрий Медведев — Федюк
- Полина Куманченко — Полина Куманченко
- Семён Морозов — Богдан
- Алексей Панькин — Богдан
- Валерий Дибров — Хмель
- Саша Панасюк — Курочка
- Виктор Панченко — Щинкарик

## Съёмочная группа
- Режиссёр-постановщик: Григорий Липшиц
- Автор сценария: Евгений Помещиков
- Оператор: Александр Пищиков
- Композитор: Модест Табачников
- Художник: Вульф Агранов
- Звукооператор: Николай Медведев